# Sphaerodactylus richardsonii
Espèce
Sphaerodactylus richardsonii est une espèce de geckos de la famille des Sphaerodactylidae.

## Répartition
Cette espèce est endémique de Jamaïque.

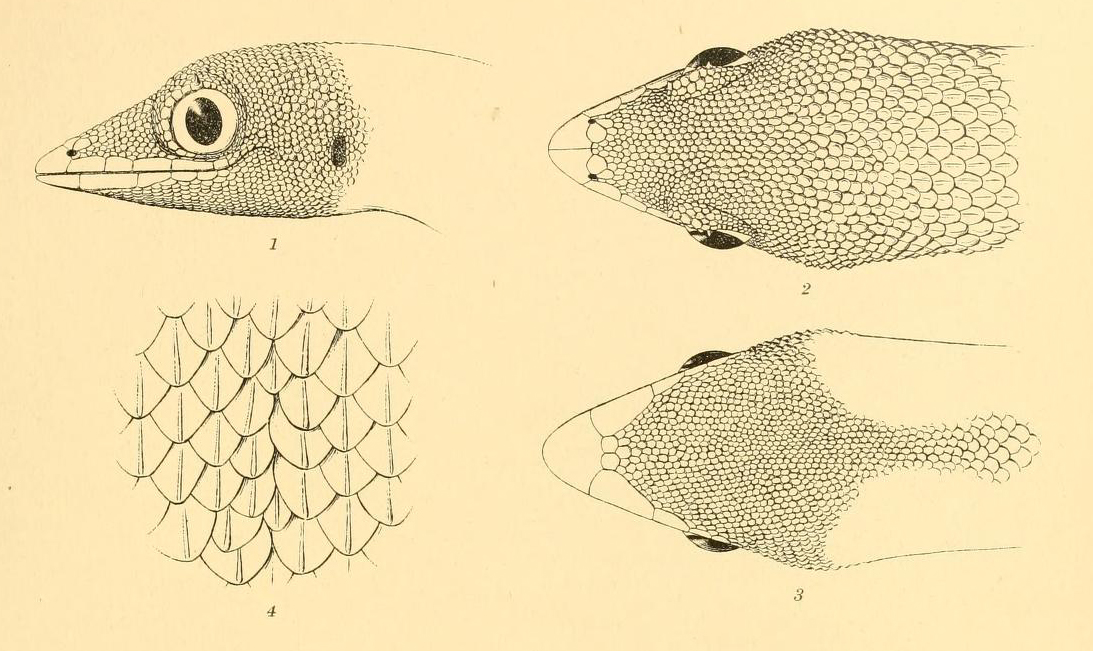

## Liste des sous-espèces
Selon The Reptile Database (21 juin 2012) :
- Sphaerodactylus richardsonii gossei Grant, 1939
- Sphaerodactylus richardsonii richardsonii Gray, 1845

## Étymologie
Cette espèce est nommée en l'honneur de John Richardson.

## Publications originales
- Grant, 1939 : Two new sphaerodactyls from Jamaica. Copeia, vol. 1939, n. 1, p. 7-13.
- Gray, 1845 : Catalogue of the specimens of lizards in the collection of the British Museum, p. 1-289 (texte intégral).